# Vittorio Fassone
Vittorio Fassone (Napoli, 2 marzo 1872 – Palermo, 4 aprile 1953) è stato un compositore italiano che ha lasciato un'impronta nella canzone napoletana classica di fine Ottocento e inizio Novecento.

## Biografia
Compì i suoi primi studi musicali sotto la guida di Eduardo Di Capua e ben presto riscosse molto successo, non solo da parte del pubblico ma anche da parte della critica e dei maggiori poeti e musicisti del tempo, tanto da iniziare a collaborare, per molti anni, con alcuni di tali poeti quali Salvatore Di Giacomo, Libero Bovio, Pasquale Cinquegrana.
La fine dell'Ottocento e l'inizio del Novecento è il periodo in cui, dalla collaborazione di questi poeti con i musicisti, la canzone napoletana classica trovò un nuovo fortissimo impulso, con la composizione di brani molto apprezzati. In questo periodo, Fassone collaborò sia per la composizione di alcuni brani del genere "serenata", quali Balcone 'nchiuso, composta nel 1910 con testo di Giuseppe Capaldo, e 'A nnammurata d''o bersagliere, composta nel 1910 con testo di Giuseppe Irace, sia per la composizione di alcuni brani del genere della canzone marinaresca, come per esempio 'Ncopp'a ll'onna, composta nel 1918 con testo di Libero Bovio.
La canzone che lo ha reso più celebre è stata, sicuramente, 'A tazza 'e cafè, composta nel 1918 con testo di Giuseppe Capaldo, ma ebbero successo moltissimi altri brani tra cui: Margarita 'e parete, composta nel 1891 con testo di Pasquale Cinquegrana; 'O giuramento, composta nel 1909 con testo di Giuseppe Capaldo; Campaniello d'oro, composta nel 1910 con testo di Libero Bovio; ecc.
Il 18 novembre 1922 sposò Virginia Simeone e nel 1950 si trasferì a Palermo, città natale della moglie.
Morì a Palermo il 4 aprile 1953.

## Composizioni
- Margarita 'e parete, 1891, parole di Pasquale Cinquegrana
- 'O giuramento, 1909, parole di Giuseppe Capaldo
- Balcone 'nchiuso, 1910, parole di Giuseppe Capaldo
- Campaniello d'oro, 1910, parole di Libero Bovio
- 'A 'nnammurata d''o bersagliere, 1910, parole di Giuseppe Irace
- 'A tazza 'e cafè, 1918, parole di Giuseppe Capaldo
- 'Ncopp'a ll'onna, 1918, parole di Libero Bovio